# Юнавир
Юнави́р (фр. Hunawihr) — коммуна на северо-востоке Франции, в кантоне Сент-Мари-о-Мин округа Кольмар — Рибовилле (департамент Верхний Рейн, регион Гранд-Эст).. До марта 2015 года административно входила в состав упразднённого кантона 
Рибовилле одноимённого округа.
Входит в список «Самых красивых деревень Франции»..

## Географическое положение
Коммуна расположена приблизительно в 380 км к востоку от Парижа, в 60 км юго-западнее Страсбурга, в 12 км к северу от Кольмара. Код INSEE коммуны 68147.
Площадь коммуны — 4,81 км², население — 591 человек (2006) с тенденцией к стабилизации: 589 человек (2012), плотность населения — 122,5 чел/км².

## Население
Численность населения коммуны в 2011 году составляла 590 человек, а в 2012 году — 589 человек.
| 1962 | 1968 | 1975 | 1982 | 1990 | 1999 | 2006 | 2008 | 2011 | 2012 |
| ---- | ---- | ---- | ---- | ---- | ---- | ---- | ---- | ---- | ---- |
| 528  | 523  | 521  | 537  | 503  | 511  | 591  | 611  | 590  | 589  |

Динамика населения:

## Экономика
В 2007 году среди 389 человек в трудоспособном возрасте (15-64 лет) 306 были экономически активными, 83 — неактивными (показатель активности — 78,7 %, в 1999 году было 75,7 %). Из 306 активных работали 285 человек (161 мужчина и 124 женщины), безработных было 21 (8 мужчин и 13 женщин). Среди 83 неактивных 21 человек были учениками или студентами, 40 — пенсионерами, 22 были неактивными по другим причинам.

## Достопримечательности
- Церковь Сен-Жак-ле-Мажёр (XIV век). Исторический памятник с 1929 года[11][12]
- Фонтан (XVII век)

- Церковь Сен-Жак-ле-Мажёр
- Здание мэрии
- Фонтан
- Ворота
- Старая улица